# Parkia
Parkia ist eine Pflanzengattung innerhalb der Familie der Hülsenfrüchtler (Fabaceae). Von den 34 bis 40 Arten sind etwa 20 in der Neotropis verbreitet und 14 bis 20 kommen in der Paläotropis vor.

## Beschreibung

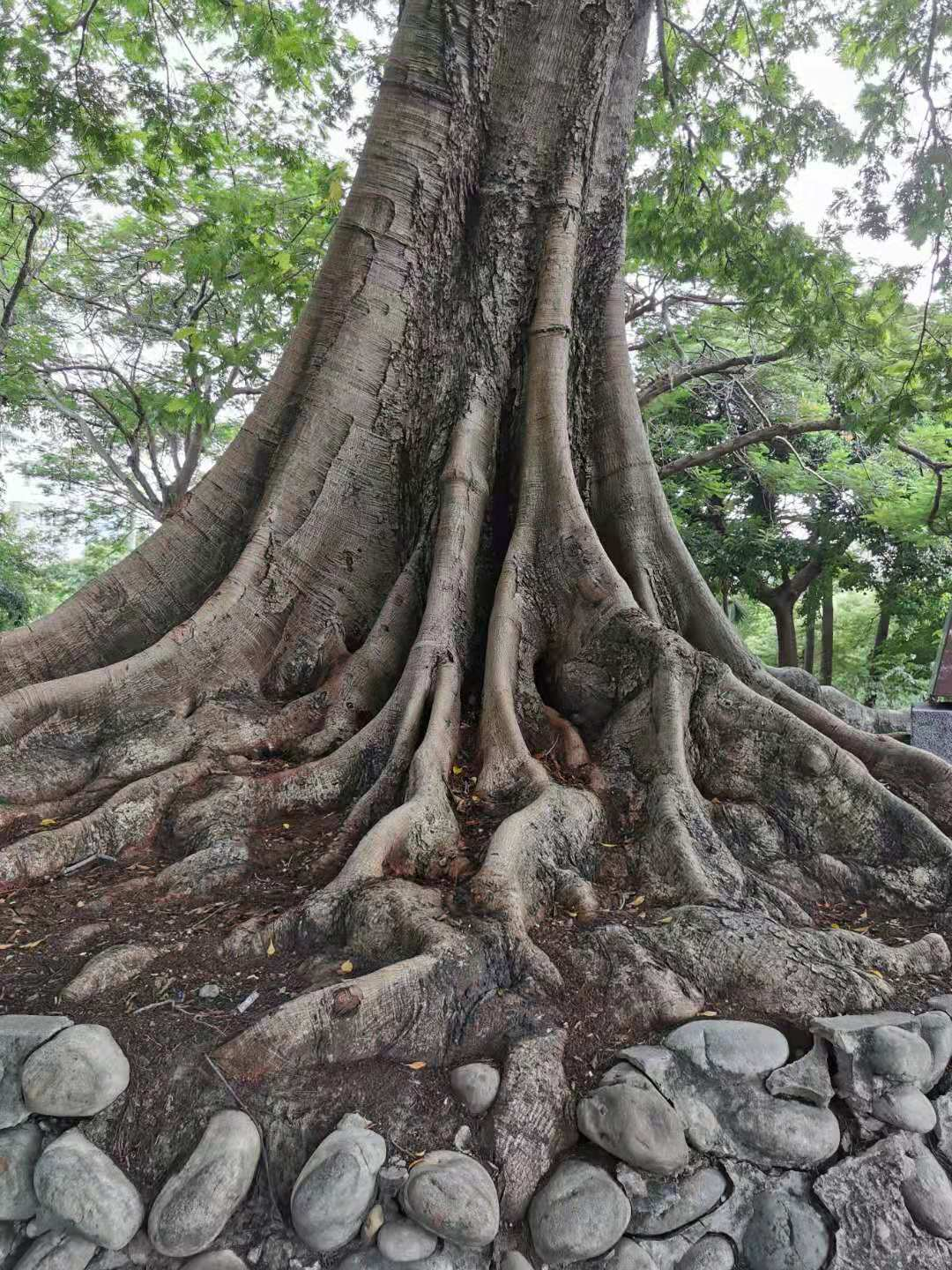
Stamm von Parkia timoriana

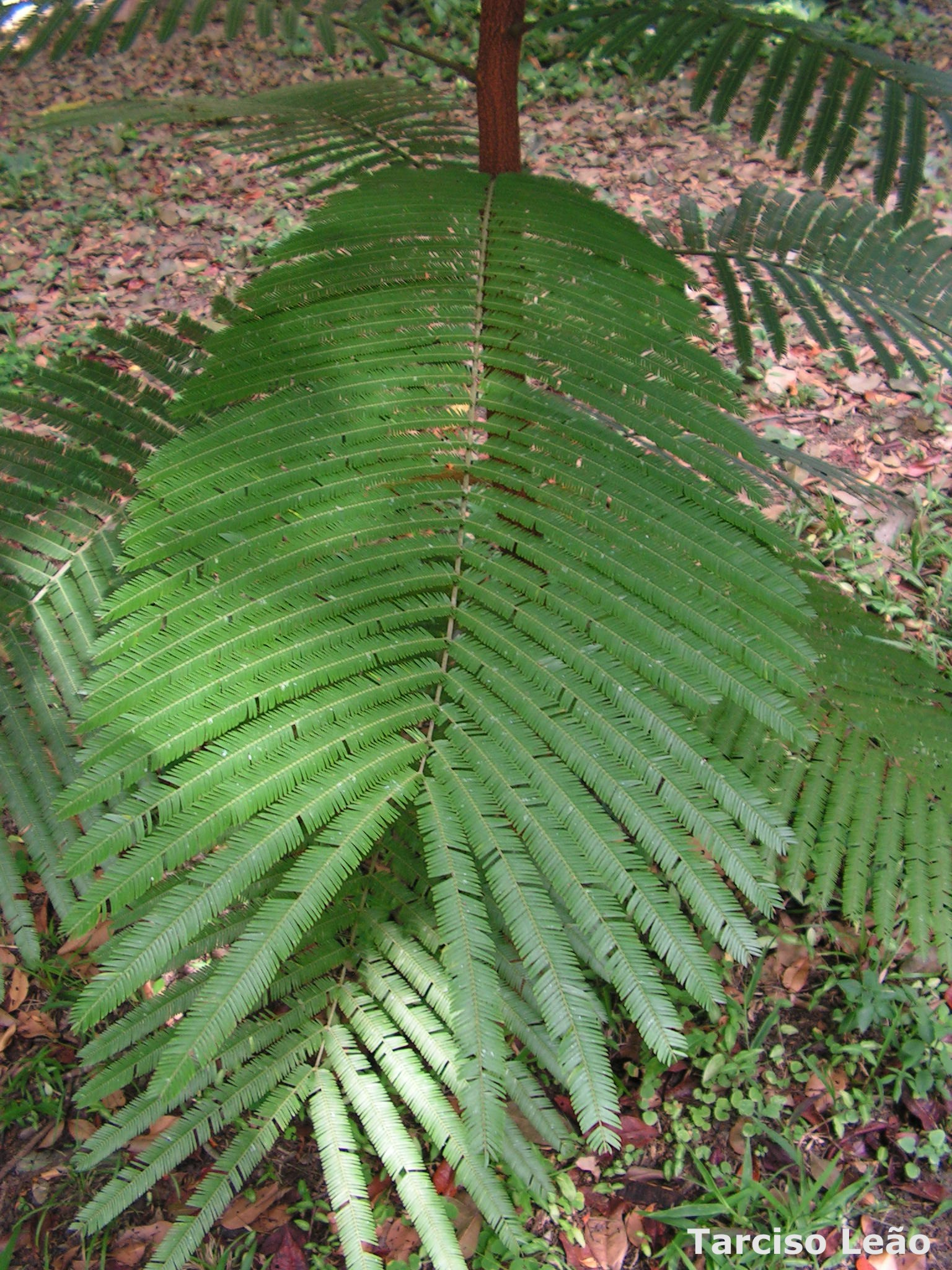
Gefiedertes Laubblatt von Parkia pendula

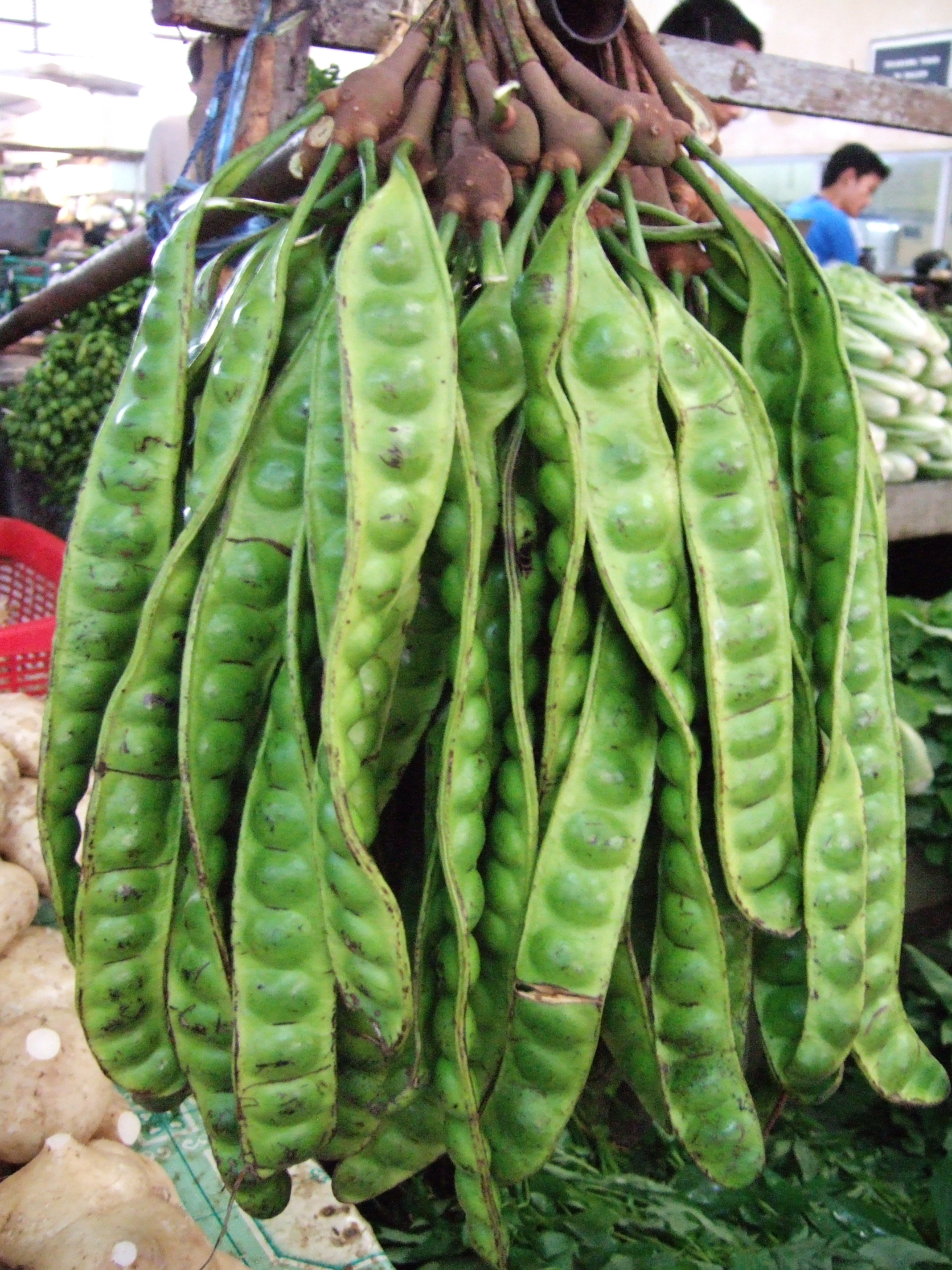
Hülsenfrüchte von Parkia speciosa

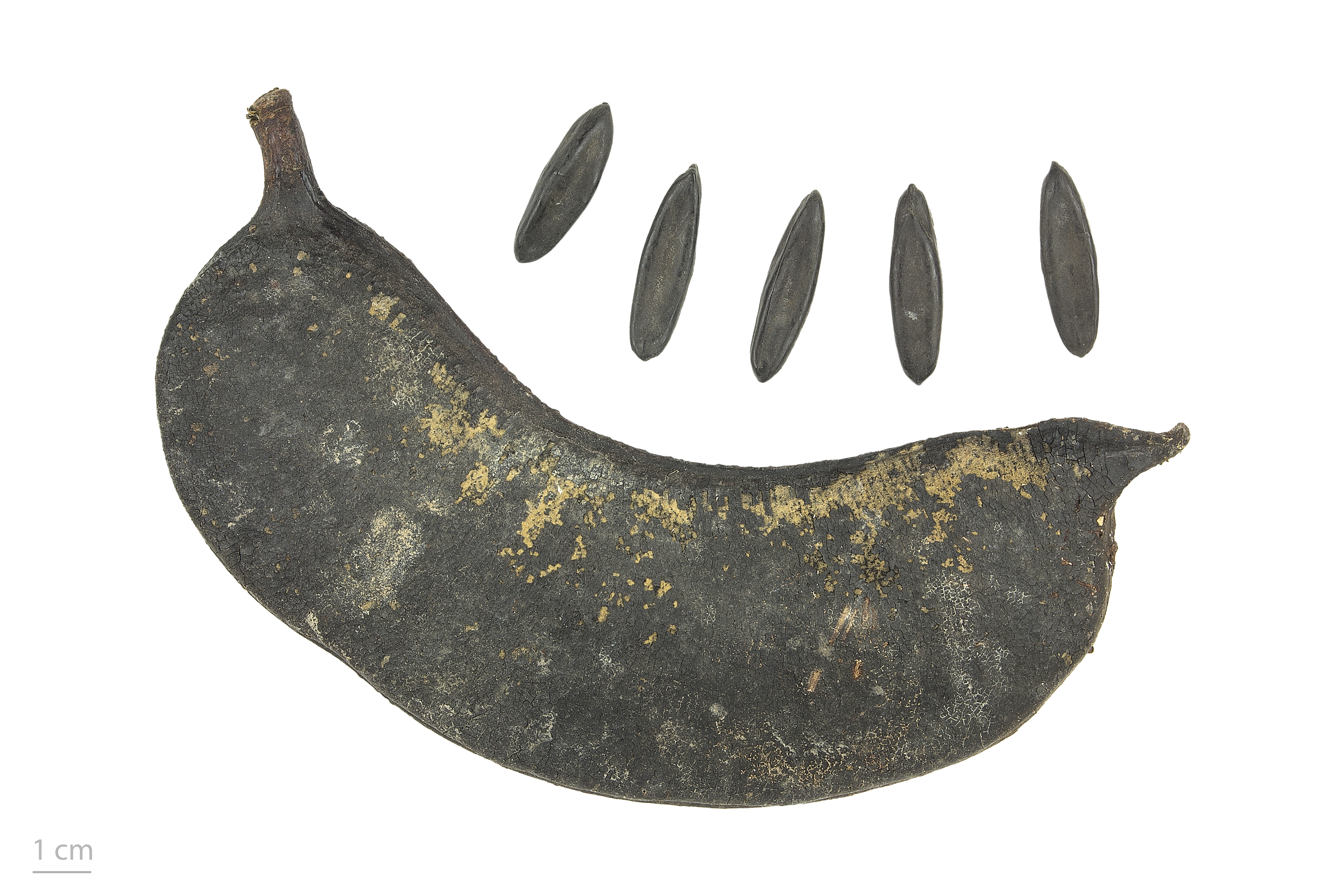
Hülsenfrucht und Samen von Parkia multijuga

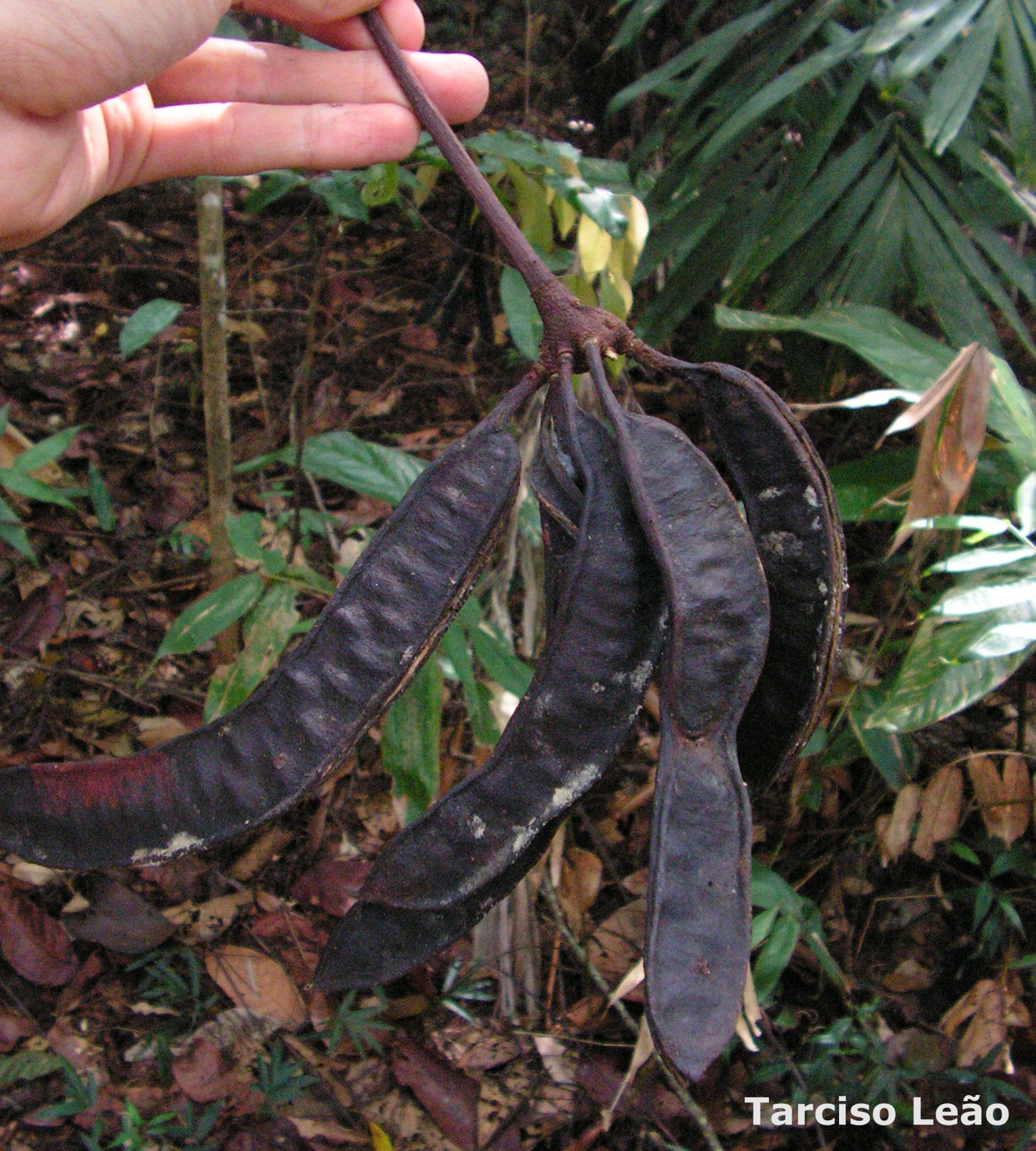
Hülsenfrüchte von Parkia pendula mit Samen in zwei Reihen

### Vegetative Merkmale
Parkia-Arten wachsen als immergrüne oder halbimmergrüne Bäume, die Wuchshöhen von bis zu 50 Metern erreichen und manchmal werden teils hohe Brettwurzeln ausgebildet. Selten sind sie nur bis 5 Meter hohe Sträucher oder kleine Bäume. Sie sind oft schnellwüchsig und der Stammdurchmesser kann bis weit über 1 Meter (bis 2,5) betragen. Einige Arten liefern einen Pflanzengummi aus ihrem Stamm. Verschiedene Pflanzteile haben manchmal einen unangenehmen Geruch.
Die wechsel- oder gegenständig, teils dekussiert, oder wirtelig angeordneten Laubblätter sind in Blattstiel und -spreite gegliedert. An den Blattstielen und der Blattrhachis können Nektarien vorhanden sein. Die bis über 65 Zentimeter langen Blattspreiten sind paarig und doppelt gefiedert. Die Blattrhachis kann auch fein behaart sein. An der Spitze der Rhachis kann selten eine abfallende Granne vorhanden sein. Die vielen, paarigen bis wechselnd unpaarigen Blättchen sind sitzend bis sehr kurz gestielt und länglich bis linealisch und manchmal leicht sichelförmig oder elliptisch bis eiförmig mit meist gerundetem, selten spitzem oberen Ende. Die Blättchen sind manchmal bewimpert. Die Nebenblätter sind oft früh abfallend oder fehlend.

### Generative Merkmale
Die Blütenstandsschäfte sind bis 1 Meter lang. Die Blütenköpfe erscheinen oft einzeln oder in Gruppen in zusammengesetzten Gesamtblütenständen. Die bis 5 bis 9 Zentimeter großen, kopfigen bis keulen- oder birnenförmigen, vielblütigen (1000 bis über 4000 Blüten) und dichten Blütenstände bestehen oft aus einem unteren und einem oberen Teil, sie sind oft herabhängend bis aufrecht und ähneln einem Pompon. Es sind teilweise abfallende Deckblätter an den Blütenköpfen und den Blütenstandsstielen vorhanden. Die Blüten sind meist sitzend oder pseudogestielt an einem trichterförmigen Blütenboden mit jeweils je einem spatelförmigen Deckblatt. Die Blütenstände haben oft einen starken, süßlich bis stinkenden Geruch.
Die schmalen, trichterförmigen und heteromorphen, zygomorphen Blüten sind fünfzählig mit doppelter Blütenhülle. Die Blüten sind weißlich bis gelb oder rot. Die fünf Kelchblätter sind röhrenförmig verwachsen mit nur kurzen Kelchzipfeln oder -lappen. Die fünf, kurzen Kronblätter sind frei. Die Krone ist bis 2,5 Zentimeter lang. Es sind zehn Staubblätter oder Staminodien vorhanden, die im unteren Teil röhrig oder stemonozon (im unteren Teil kurz mit der Krone) verwachsen sind. Das einzige oberständige, längliche Fruchtblatt mit vielen Samenanlagen ist meist gestielt (teils Gynophor). Der fädliche Griffel endet mit einer kleinen, kopfigen oder länglichen Narbe.
Es sind sechs Blütentypen vorhanden: fertile zwittrige und (nektaproduzierende) modifiziert zwittrige, fertile funktionell männliche und (nektaproduzierende) modifiziert männliche und neutrale (staminodiale). Die fertilen Blüten produzieren praktisch keinen Nektar, ihre Staubblätter sind länger als die Blütenkrone. Die fertilen funktionell männlichen Blüten haben einen kleineren, verkümmerten Fruchtknoten oder er fehlt. Es gibt auch noch selten eine Mischung von neutralen und nektarproduzierenden Blüten mit kleinem, funktionslosen Fruchtknoten in einem Nektargewebe.
Die (nektarproduzierenden), modifizierten Blüten sind dicker und meist kürzer und die Staubblätter sind nicht oder wenig länger als die Corolla, sie produzieren aber Pollen, der Fruchtknoten ist fehlend oder klein und funktionslos oder entwickelt und funktionell, aber die Früchte entwickeln sich abnormal. Die neutralen oder staminodialen Blüten sind meist länger und haben meist lange Staubfäden (Fransen) und sehr kleine, meist abfallende, oder keine Antheren, der Fruchtknoten ist fehlend oder verkümmert. Sie produzieren meistens auch einen starken Geruch.
Die Blütenköpfe können nun sehr verschieden ausgebildet sein, sie können bis zu drei Typen von Blüten ausbilden. Es können fertile zwittrige und männliche Blüten sowohl an der Spitze als an der Basis sowie in der Mitte angeordnet sein. Modifiziert (nektaproduzierende) zwittrige und männliche Blüten können an der Spitze oder in der Mitte sein. Die neutralen bzw. staminodialen sind nur an der Basis einiger Arten vorhanden. Möglich sind auch Blütenstände, welche nur fertile zwittrige oder männliche Blüten enthalten. Die Arten sind meistens andromonözisch und die Blüten teils protandrisch.
Parkia-Arten bilden flache und gerade bis verdrehte oder gebogene, ledrige bis holzige, bis 60 Zentimeter lange und bis 6 Zentimeter breite und gestielte, manchmal fein behaarte Hülsenfrüchte, die sich nicht immer öffnen. Sie erscheinen einzeln oder zu mehreren an den Fruchtständen. Die teils recht großen, bis etwa 3 Zentimeter langen, abgeflachten, 8 bis 36 Samen, in einer oder zwei Reihen, sind länglich bis ellipsoid, eiförmig oder rundlich. Sie sind manchmal in einer mehligen Pulpe (Endocarp) eingebettet (meist afrikanische Arten). Bei einigen Arten scheiden die Hülsenfrüchte einen klebrigen Gummi aus, wie bei Parkia pendula oder Parkia nitida, an dem die Samen nachher anhaften. Die dickliche, manchmal schlecht riechende, Samenschale ist hart bis weich und grün bis dunkelbraun, schwärzlich. Manchmal wird bei den Samen ein Pleurogram (eine U-förmige Linie) ausgebildet.

## Ökologie
Die Bestäubung erfolgt überwiegend von Fledermäusen, aber auch von Insekten und Vögeln oder Säugetieren.

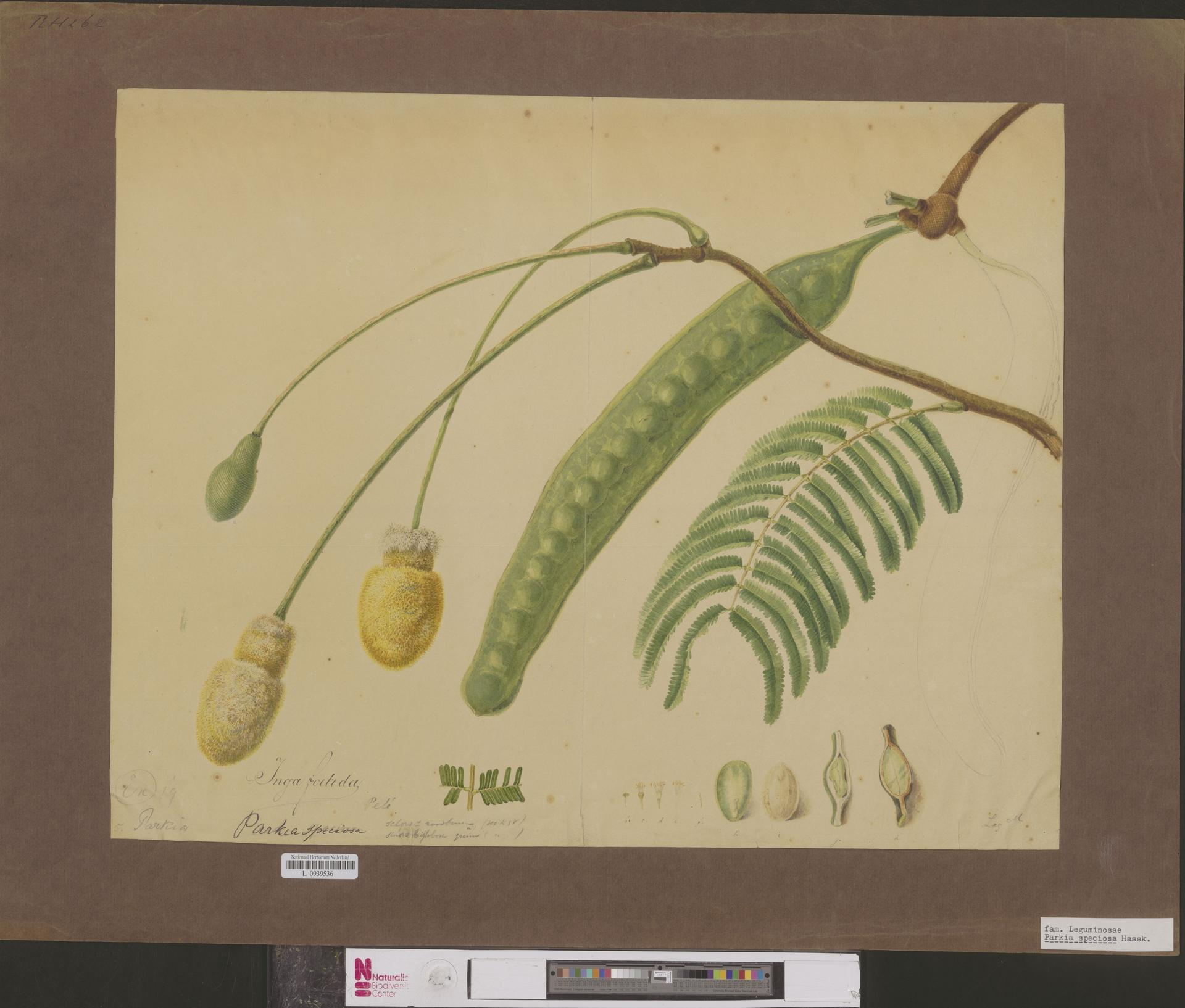
Illustration von Parkia speciosa

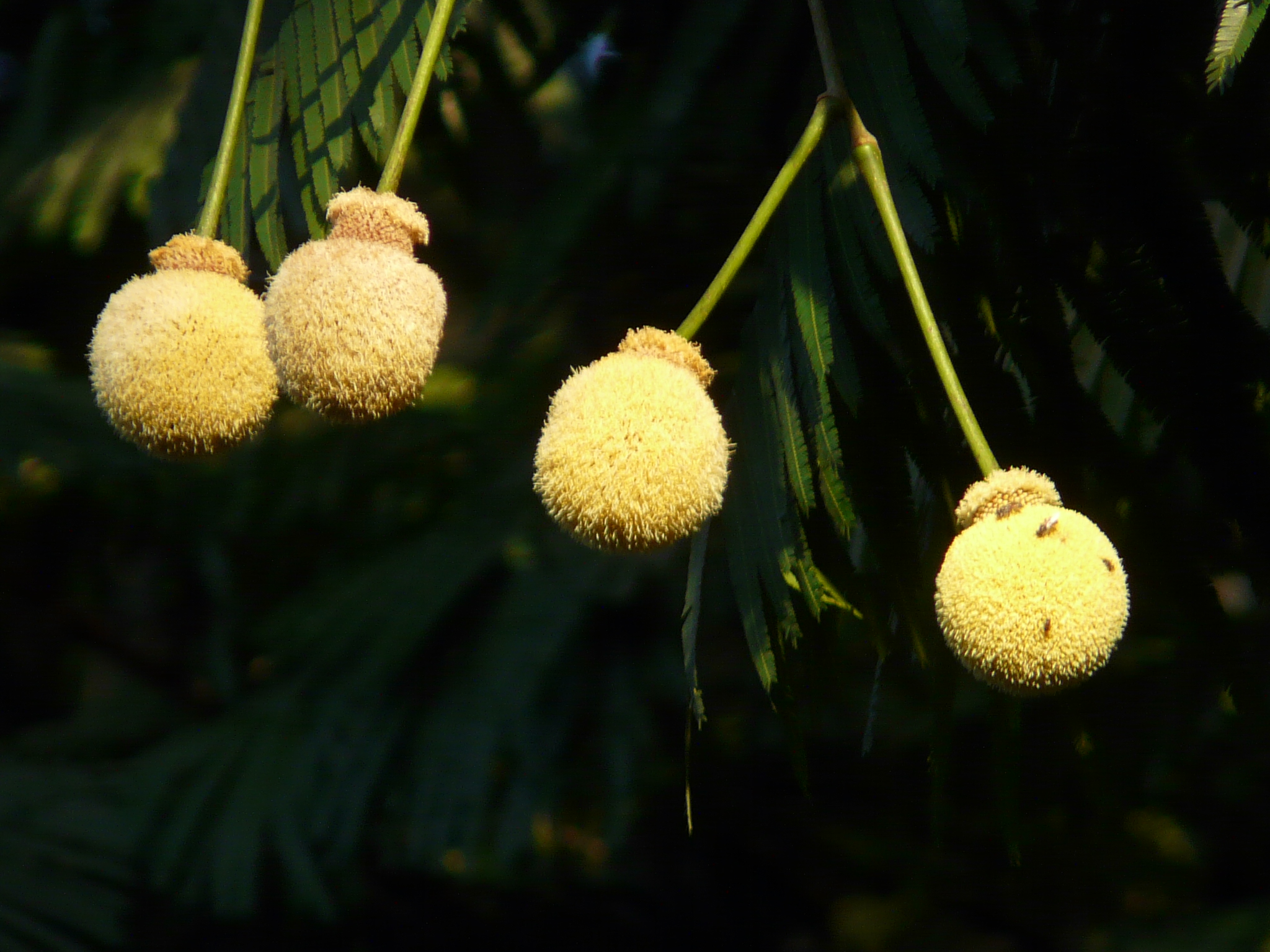
Blütenstände von Parkia biglandulosa mit drei Blütentypen

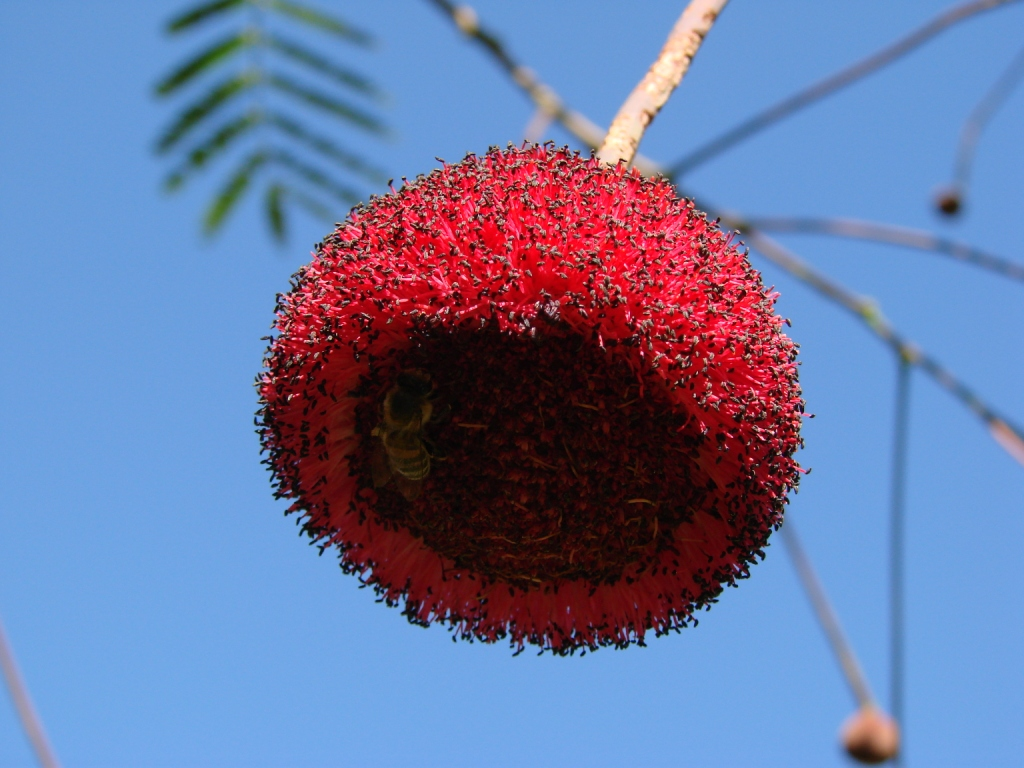
Blütenkopf von Parkia platycephala; an der Spitze sind die nektarproduzierenden modifiziert zwittrigen Blüten

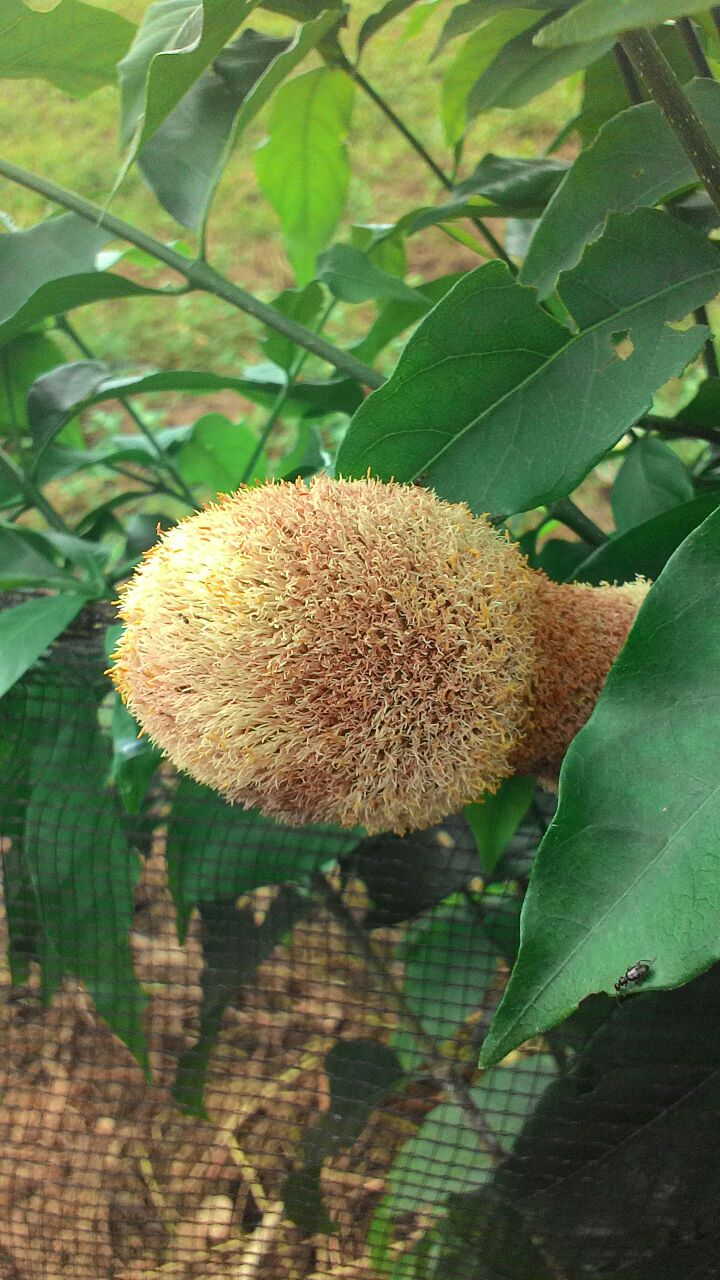
Blütenstaänd von Parkia speciosa

## Systematik und Verbreitung
Die Gattung Parkia wurde 1826 durch den Botaniker Robert Brown in Narrative of Travels and Discoveries in Nothern and Central Africa 234 aufgestellt. Typusart ist Parkia africana R.Br. nom. illeg. Der Gattungsname Parkia ehrt den schottischen Afrikaforscher Mungo Park. Ein Synonym für Parkia R.Br. ist Paryphosphaera H.Karst.
Die Gattung Parkia wird von einigen Autoren in drei Sektionen gegliedert:
- Parkia Sect. Parkia (pantropisch):[4] mit drei Blütentypen; fertile an der Spitze (zwittrig oder männlich), staminodiale an der Basis (neutrale) und nektarproduzierende in der Mitte (modifiziert männliche)
- Parkia Sect. Platyparkia (neotropisch; nur Amazonas):[4] fertile Blüten an der Basis oder in der Mitte (zwittrig oder männlich) und nektarproduzierende an der Spitze (modifiziert zwittrig)
- Parkia Sect. Sphaeroparkia (neotropisch; nur Amazonas):[4] nur fertile Blüten (zwittrig oder männlich), diese Sektion hat keine nektarproduzierenden Blüten

Von den etwa 34 Arten der Gattung Parkia sind 20 in der Neotropis verbreitet, zehn bis zwölf gibt es im Indo-Pazifischen Raum und nur drei Arten kommen in Afrika vor und eine Art ist im nördlichen Madagaskar beheimatet.
In der Gattung Parkia gibt es je nach Autor 34 bis 40 Arten:
- Parkia bahiae H.C.Hopkins: Sie kommt im nordöstlichen Brasilien vor.[23]
- Parkia balslevii H.C.Hopkins: Sie kommt von Ecuador bis ins nördliche Peru vor.[23]
- Parkia barnebyana H.C.Hopkins: Sie kommt in Venezuela und im nördlichen Brasilien vor.[23]
- Parkia bicolor A.Chev. (Syn.: Parkia agboensis A.Chev., Parkia zenkeri Harms): Sie ist in Westafrika in Kamerun, in der Demokratischen Republik Kongo, in der Republik Kongo, in Gabun, Benin, in der Elfenbeinküste, in Ghana, Guinea, Liberia, im südlichen Nigeria, in Sierra Leone und in Angola (nur in der Provinz Cabinda) verbreitet.[1][23]
- Parkia biglandulosa Wight & Arn.: Sie kommt in Bangladesch sowie Myanmar vor. Sie ist in einigen Gebieten eine Neophyt.[23]
- Parkia biglobosa (Jacq.) R.Br. ex G.Don: Sie ist in Afrika weitverbreitet. Beispielsweise auf dem Indischen Subkontinent und in Indonesien ist sie ein Neophyt.[23]
- Parkia biglandulosa Wight & Arn.: Sie kommt in Bangladesch, Myanmar, Assam, Indien, Mosambik und Trinidad und Tobago vor.[23]
- Parkia cachimboensis H.C.Hopkins: Sie kommt vom nördlichen bis in westliche-zentrale Brasilien vor.[23]
- Parkia decussata Ducke: Sie kommt von Französisch-Guyana sowie Suriname bis ins nördliche Brasilien vor.[23]
- Parkia discolor Spruce ex Benth.: Sie kommt von Kolumbien über das südliche Venezuela bis ins nördliche Brasilien vor.[23]
- Parkia filicina (Willd.) Benth. ex Walp.: Sie kommt im brasilianischen Bundesstaat Pará vor.[23]
- Parkia filicoidea Welw. ex Oliv.: Sie ist in Zentralafrika weitverbreitet.[1][23]
- Parkia gigantocarpa Ducke: Sie kommt in Guyana und nördlichen Brasilien vor.[23]
- Parkia igneiflora Ducke: Sie kommt im tropischen Südamerika vor.[23]
- Parkia insignis Kurz: Sie kommt in Bangladesch sowie Myanmar vor.[23]
- Parkia intermedia Hassk.: Sie kommt auf Borneo, Java, und Sumatra vor.[23]
- Parkia javanica (Lam.) Merr.: Sie kommt natürlich nur auf Java vor und ist in Uganda sowie Tansania ein Neophyt.[23]
- Parkia korom Kaneh.: Dieser Endemit kommt nur auf der zu den Karolinen gehörenden Insel Pohnpei vor.[23]
- Parkia leiophylla Kurz: Sie kommt von Bangladesch sowie Myanmar bis Thailand vor.[23]
- Parkia lutea H.C.Hopkins: Sie kommt im nördlichen Brasilien vor.[23]
- Parkia madagascariensis R.Vig.: Sie kommt nur im nördlichen Madagaskar in der Provinz Antsiranana vor.[24][23]
- Parkia multijuga Benth.: Sie kommt im nördlichen Südamerika vor.[23]
- Parkia nana D.A.Neill: Sie wurde 2009 aus Peru erstbeschrieben.[6]
- Parkia nitida Miq.: Sie kommt im nördlichen Südamerika vor.[23]
- Parkia paraensis Ducke: Sie kommt im nördlichen Brasilien vor.[23]
- Parkia parrii Horne ex Baker: Sie kommt nur in Fidschi vor.[23]
- Parkia parvifoliola Hosok.: Dieser Endemit kommt nur auf der zu den Karolinen gehörenden Insel Palau vor.[23]
- Parkia paya H.C.Hopkins: Sie kommt in Indonesien bis Malaysia vor.[23]
- Parkia pectinata (Humb. & Bonpl. ex Willd.) Benth.: Sie kommt im tropischen Südamerika vor.[23]
- Parkia pendula (Willd.) Benth. ex Walp.: Sie kommt im zentralen und nördlichen Südamerika vor.[23][1]
- Parkia platycephala Benth.: Sie kommt im nördlichen Brasilien vor.[23]
- Parkia reticulata Ducke: Sie kommt vom südöstlichen Kolumbien über das nördliche Brasilien bis Französisch-Guyana vor.[23]
- Parkia sherfeseei Merr.: Sie kommt auf den Philippinen vor.[23]
- Parkia singularis Miq.: Sie kommt auf der Malaiischen Halbinsel, aus Sumatra und Borneo vor.[23]
- Parkia speciosa Hassk.: Sie kommt in Thailand, Malaysia, Indonesien  und auf den Philippinen vor.[23][1]
- Parkia sumatrana Miq.: Sie kommt in Indonesien, Kambodscha und Malaysia vor.[23]
- Parkia timoriana (DC.) Merr. (Syn.: Parkia roxburghii G.Don): Sie kommt in Sri Lanka, Indien, Indonesien, Thailand, Myanmar, Neuguinea und in Malaysia vor.[1][23]
- Parkia truncata R.S.Cowan: Sie kommt im venezolanischen Amazonas vor.[23]
- Parkia ulei (Harms) Kuhlm.: Sie kommt vom zentralen bis nördlichen Brasilien vor.[23]
- Parkia velutina Benoist: Sie kommt im tropischen Südamerika vor.[23]
- Parkia versteeghii Merr. & L.M.Perry: Sie kommt in Neuguinea und auf den Salomonen vor.[23]

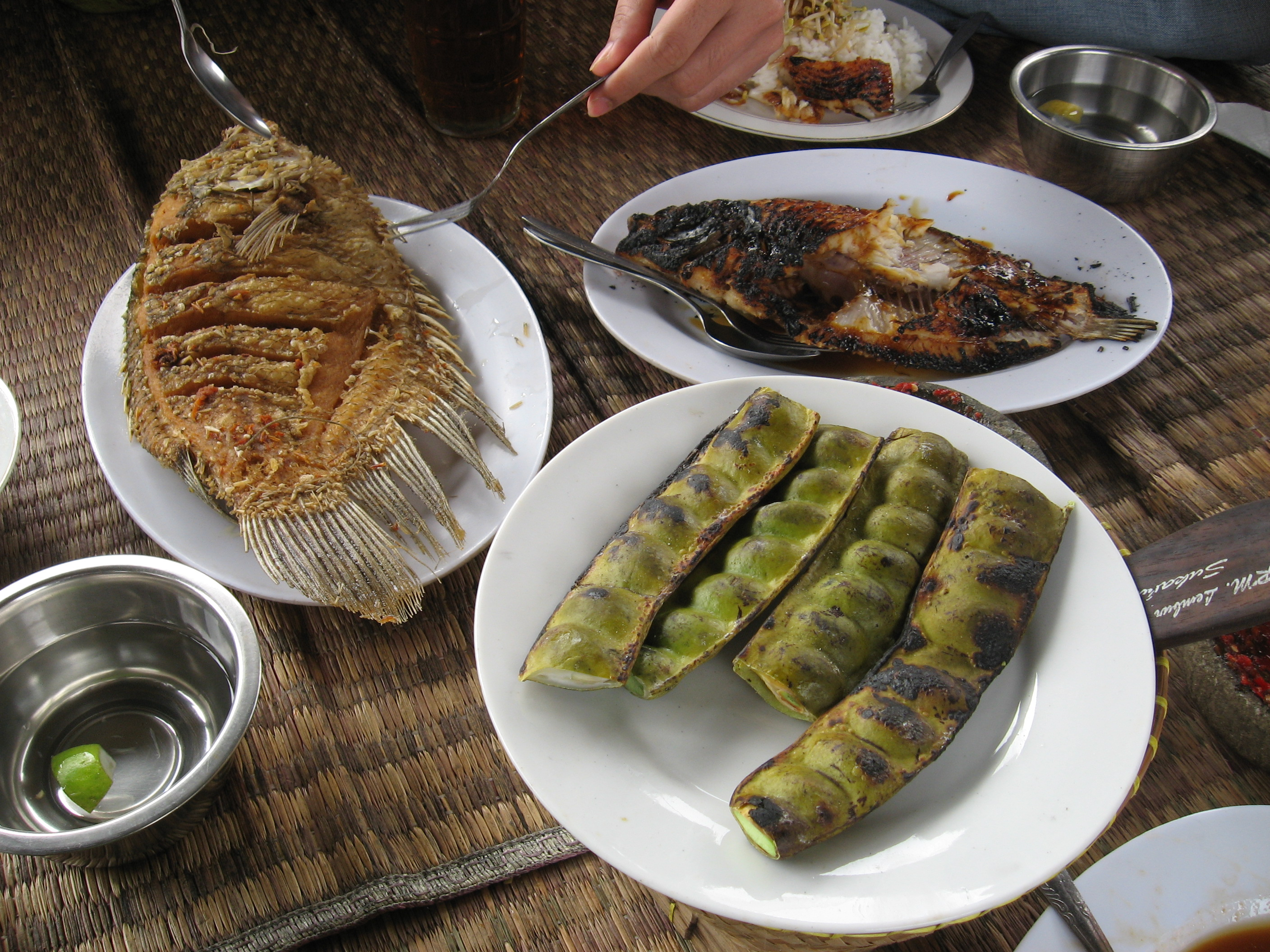
Gegrillte Früchte von Parkia speciosa

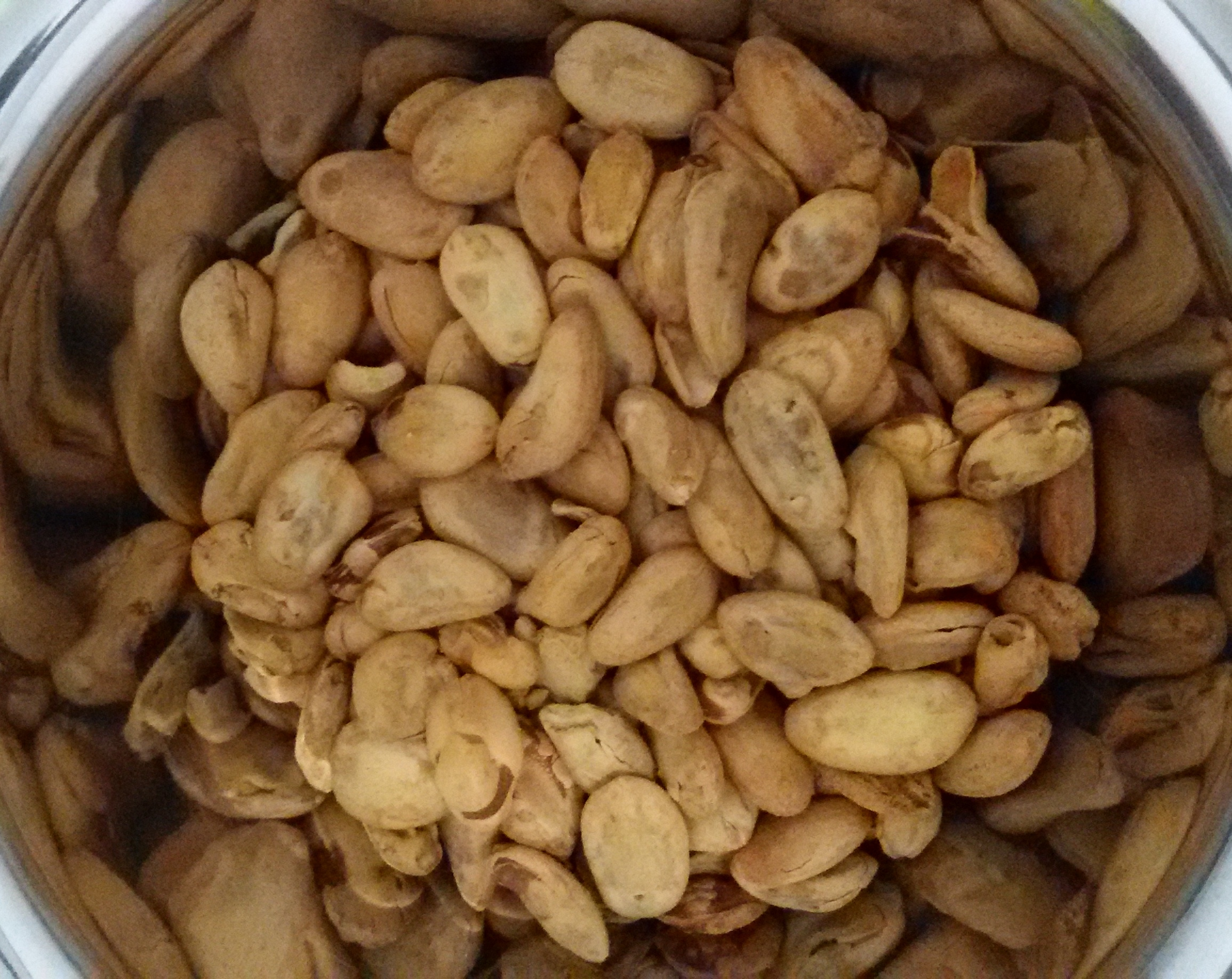
Samen von Parkia timoriana (Kedaung), sie werden auch medizinisch genutzt

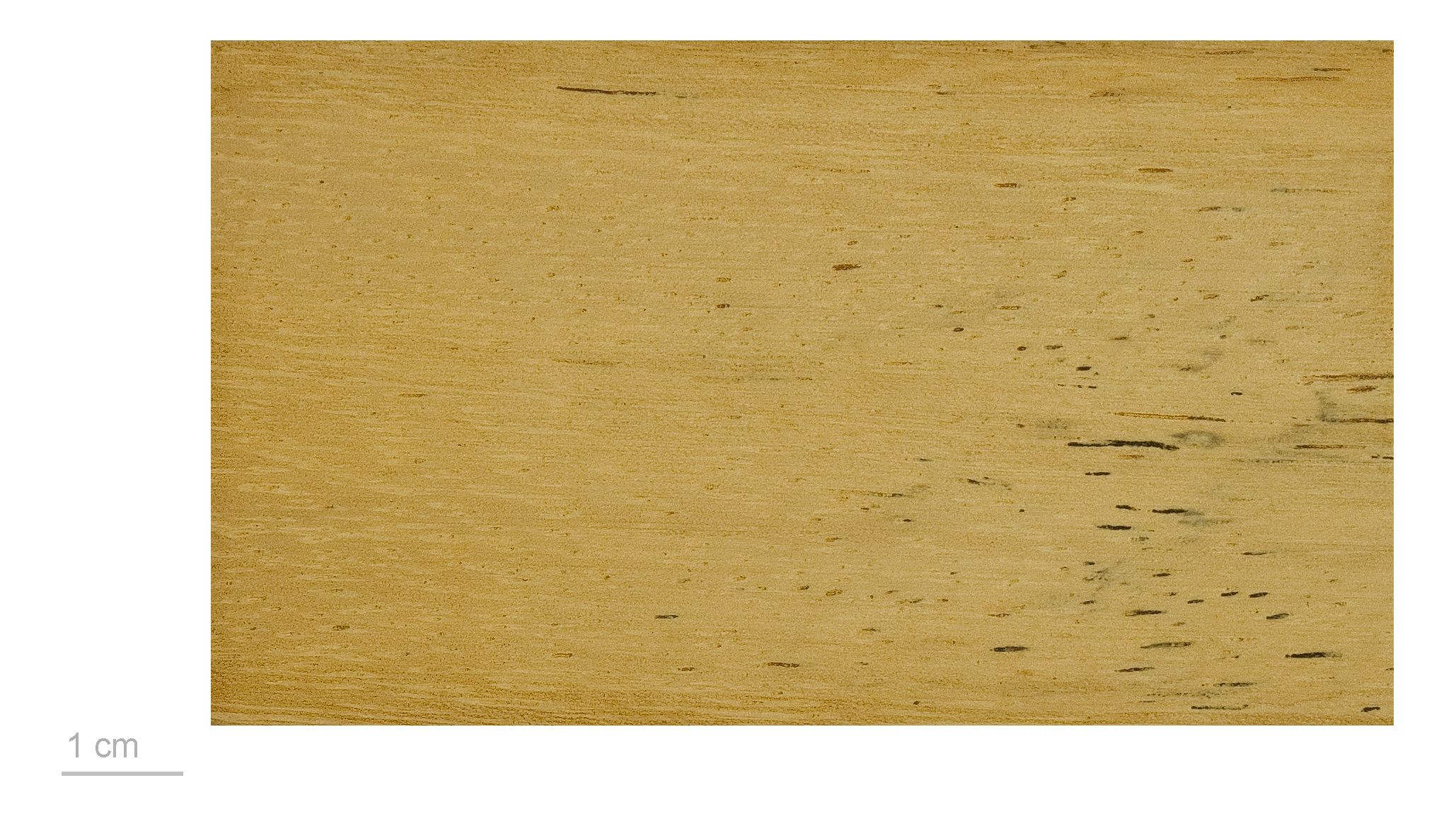
Holz von Parkia pendula

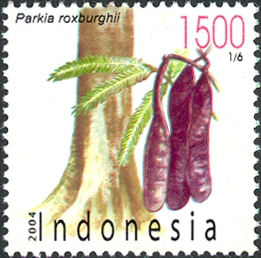
Indonesische Briefmarke mit Parkia timoriana

## Nutzung
Nur wenige Arten werden kultiviert. Parkia-Arten werden vielseitig genutzt.
Die Hülsenfrüchte bzw. auch die Samen und die Pulpe einiger Parkia-Arten sind essbar und werden als Nahrung für den Menschen und Vieh genutzt. Die Samen werden teilweise auch als Kaffeeersatz verwendet. Keimlinge werden auch gegessen. Die Pulpe kann auch zu Alkohol fermentiert werden. Junge Knospen, Blätter, Blüten oder Blütenböden einiger Arten können auch gegessen werden. Die Samen können auch fermentiert werden, dies ist in Teilen Westafrikas üblich.
Es kann von einigen Arten ein Farbstoffe aus der Rinde gewonnen werden.
Die Rinde und die Laubblätter sowie Wurzeln von etwa neun Parkia-Arten werden auch medizinisch genutzt.
Das Holz vieler Arten wird vielfältig genutzt. Die Holzquälität ist aber sehr unterschiedlich.
Extrakte aus Früchten und Rinde einiger Arten können als Fischgift oder als Insektizid verwendet werden, sie enthalten Alkaloide.